# 维多利亚·叶尔莫利耶娃
Viktoriya Yermolyeva（烏克蘭語：Вікто́рія Єрмо́льєва、也稱作vkgoeswild 和Vika，1978年11月2日—）是烏克蘭鋼琴家。她在早期主要學習及演奏古典音樂曲目，並贏得了數個獎項。近年則因鋼琴演奏著名之搖滾和重金屬等流行歌曲而聞名。

## 職業生涯
在2000年於烏克蘭讀完柴可夫斯基音樂學院後，她在威瑪的李斯特·費倫茨音樂大學和義大利伊莫拉的國際鋼琴學院"Incontri col Maestro" 與著名鋼琴家Lazar Berman 完成她的研究生學習。進一步的學習帶她到了荷蘭鹿特丹的Codarts 音樂和現代舞蹈學院。
在她職業生涯的早期古典階段，她贏得了各種鋼琴比賽，像是義大利的"Filippo Trevisan"比賽的鋼琴演奏一等獎、阿姆斯特丹的The Grachtenfestival 2005優勝者、義大利的第35屆"Vincenzo Bellini" 國際比賽一等獎、第20屆"Citta di Marsala" 國際鋼琴比賽一等獎第20屆國際鋼琴比賽"Citta di Marsala" 一等獎、國際鋼琴比賽“Citta' Di Trani” 一等獎、第四屆西吉斯蒙德·塔爾貝格國際比賽一等獎、和法國的第九屆Pierre Lantier 國際音樂比賽大賽獎與V. Dmitriev (長笛)二重奏。
2003年，Yermolyeva 探索爵士音樂並和Leonid Chizhik 一起學習。
自2008年以來，她重新專注於演奏搖滾音樂、以鋼琴詮釋來自很多著名重金屬樂團之樂曲。她的網路影片瀏覽次數已經超過8000萬次。
2011年1月29日，她在冰島雷克雅維克的第一場搖滾演奏會(VIGGIE & VIKA: Live in Iceland) 的表演，並和鼓手Brian Viglione 合作。
2016年，Yermolyeva 發行了一張專輯，混合了既有樂曲之重奏和原始創作。 該專輯是透過群眾募資平台PledgeMusic 資助，並取名為"Fan's Edition"。

## 獎項
- 2004 -  西吉斯蒙德·塔爾貝格國際鋼琴獎, 那不勒斯, 第四版 (一等獎) [6]
- 2005 - Grachtenfestival, Codarts, 鹿特丹 (評審團獎優勝者)[7]

## 外部連結
- 官方网站
- Viktoriya Yermolyeva （页面存档备份，存于） 的YouTube 頻道